# Charles-François Daubigny

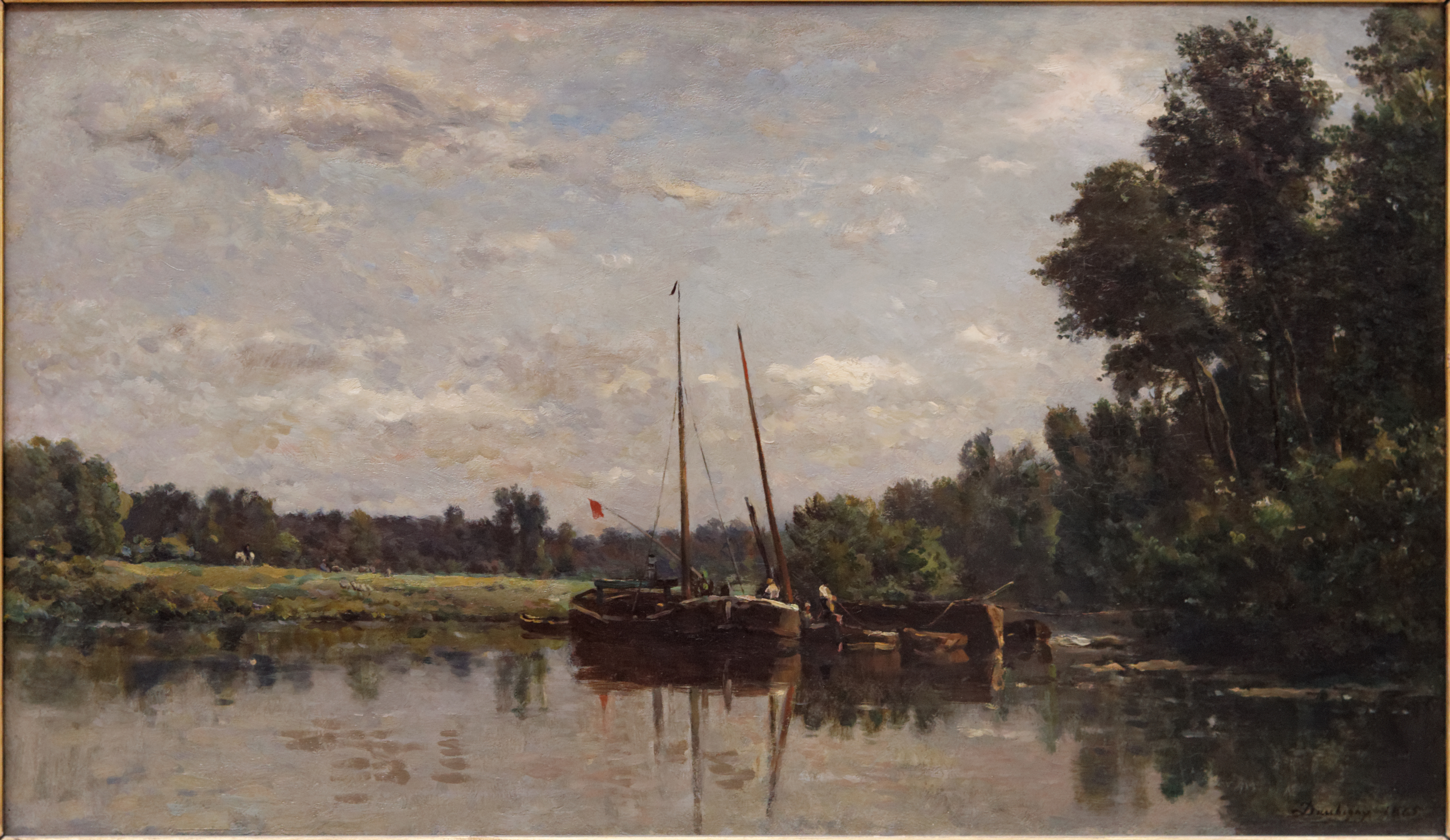
Lodě na Oise

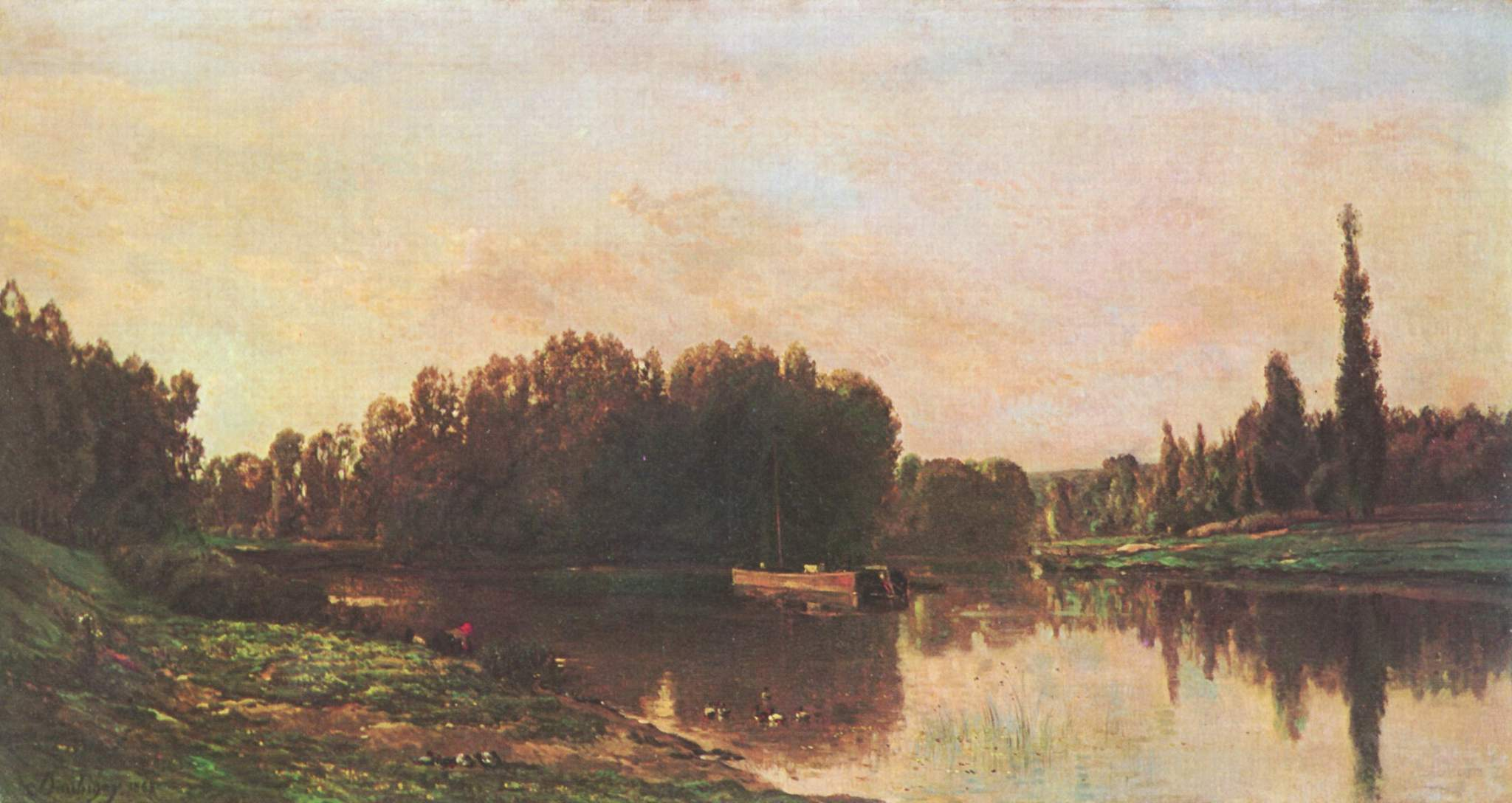
Krajina na Seině

Charles-François Daubigny (15. února 1817, Paříž – 19. února 1878, Paříž) byl francouzský malíř a grafik, příslušník barbizonské školy, jež našla zalíbení v malování jednoduchých venkovských scenérií.

## Život
Pocházel z malířské rodiny, byl žákem svého otce (Edmond François Daubigny) a strýce Pierra Daubignyho, malíře miniatur. Nejdříve pracoval jako dekoratér hodin, později jako restaurátor obrazů v Louvru.
Byl prvním z francouzských krajinářů, který maloval obrazy ve volné přírodě a snažil se o přepis zrakových vjemů v jejich optické složitosti. Zpočátku byly jeho obrazy vlivem romantismu prosyceny tmavými tóny. To se však začalo postupně měnit hlavně od roku 1843, po pobytu v Barbizonu. Kolem roku 1850 byly již prostoupeny světlem s charakteristickými stříbřitými barevnými tóny. Velmi důležité bylo pro jeho tvorbu setkání s Camillem Corotem (1852) v Optevoz (Isère).
Pozornost upoutal hlavně obrazem Seina u Bezonsu (1852). Maloval prosté krajinné výseky zejména ze středofrancouzské oblasti. Na svém hausbotu, pojmenovaném Le Botin, který byl současně i jeho ateliérem, putoval po řekách Oise, Seine, Marne a Yonne a zachycoval měnící se poříční krajinu ve všech jejích obdobích a podobách (např. Údolí v Optevoze, Pobřeží Oise, Lodě na Oise, Ovocná zahrada aj.).
V roce 1866 odešel do Londýna, kde namaloval obraz Temže u Eritha, který se svým náladovým založením přibližuje impresionistické stylu. Zde se setkal s Claudem Monetem. Po začátku Prusko-francouzské války (1870) spolu s ním odešel do Auvers, kde se setkal s Paulem Cézannem a dalšími mladými impresionisty (předpokládá se, že tito byli Daubignym do určité míry ovlivněni).
Daubignyho nejkrásnější díla pocházejí z let 1864 až 1874, většinou se skládají z pečlivě vypracovaných krajinek se stromy, řekami a několika kachnami. Proslýchá se, že pokud se mu vlastní obraz líbil, tak přimaloval jednu, nebo dvě kachny. Takže počet kachen na obraze indikuje uměleckou kvalitu jeho obrazů – hodnocenou samotným autorem.
Krátký čas pobyl i v Nizozemsku. Z tohoto období pochází obraz Mlýny z Dordrechtu (1872). V Londýně se spřátelil s malířem Jamesem Abbottem McNeill Whistlerem.
Svým pojetím krajiny a malbou ve volné přírodě sehrál Daubigny důležitou roli ve vývoji francouzské krajinomalby a stal se také jedním z přímých předchůdců impresionismu. Nástup impresionismu podporoval i přímo – v roce 1866 se stal členem přijímací komise Salonu a následně podporoval přijímání obrazů hlavních impresionistů Pissarra, Cézanna a Renoira. Na své místo v komisi rezignoval v roce 1870 proto, že ostatní členové komise odmítli jeden Monetův obraz.
Jeho žákem a následovníkem byl i jeho syn Charles-Pierre Daubigny, jehož práce jsou někdy mylně pokládány za práce jeho otce. Kunsthistorie synovo dílo však neocenila tak jako otcovo.